# Ред Бул Арена (Лайпциг)
Ред Бул Арена, бивш Централщадион е стадион в гр. Лайпциг, провинция Саксония Германия. Той е най-големият стадион в бившата Източна Германия. Различни клубове от града са използвали съоръжението като домакински стадион. ВФБ Лайпциг (предшественик на 1. ФК Локомотив Лайпциг) го използва няколко пъти за европейски мачове през 20 век. ФК Заксен Лайпциг го използва като официален стадион от време на време между 2004 и 2007. През сезон 2008/09 те се местят на стария си стадион.
През юли 2009 производителят на енергийни напитки Ред Бул взима лиценда на ССВ Марканщад и преименува отбора на РасенБалшпорт, накратко РБ Лайпциг. От самото начало, новият отбор очертава желанието си да се премести на свободния Централщадион и да го преименува на „Ред Бул Арена“. Правата върху името са предоставени на 25 март 2010, а стадионът ще се нарича така за период от минимум 10 години, считано от 1 юли 2010.

## История
През 1956 г. първия Централщадион е открит, като по това време той е най-големият стадион в Европа, побирайки 100 000 зрители. През годините обаче става неизползваем и струва на града твърде много, за да бъде поддържан. През 1997 г. общината решава да построи нов, модерен стадион, който да бъде само за футбол, на мястото на стария. Новият стадион е построен между декември 2000 и март 2004 г.
Централщадион бе единственият стадион от бившата Източна Германия, който прие мачове от Мондиал 2006. На него се изиграха четири мача от груповата фаза и един от осминафиналите.